# Dalgashus
Dalgashus er et indkøbscenter beliggende i centrum af Herning. Bygningen indeholder parkeringskælder i fire etager, to etager til butikker og øverst tre etager med boliger. Selve butiksdelen er på ca. 6.000 m². Centret var fuldt udlejet fra starten, men siden er det gået tilbage for udlejningen og i dag står næsten alle lokaler tomme.
Bygningen er tegnet af Kobra Arkitekterne og opført af KPC BYG.
Centret er opkaldt efter Enrico Mylius Dalgas og vejen der giver adresse til bygningen, Dalgasgade.
56°8′7.39″N 8°58′17.69″Ø / 56.1353861°N 8.9715806°Ø